# ウィリアム・キース (第4代キントア伯爵)
第4代キントア伯爵ウィリアム・キース（英語: William Keith, 4th Earl of Kintore、1702年1月5日（洗礼日） – 1761年11月22日）は、スコットランド貴族。

## 生涯
第2代キントア伯爵ウィリアム・キースとキャサリン・マレー（Catherine Murray、1726年1月没、第4代ストーモント子爵デイヴィッド・マレーの長女）の次男として生まれ、1702年1月5日にキース・ホールで洗礼を受けた。
1758年11月22日に兄ジョンが死去すると、キントア伯爵の爵位を継承した。
1761年11月22日にキース・ホールで死去、生涯未婚だったため爵位は保持者不在となった。その後、1778年に保持者不在の状態が解消され、第7代ハルカートンのファルコナー卿アンソニー・エイドリアン・ファルコナーがキントア伯爵の爵位を継承するとともにキースを姓に加えた（アンソニーは第4代伯爵の姉妹キャサリンの孫にあたる）。